# Trussel
 Denne artikel omhandler overvejende eller alene danske forhold. Hjælp gerne med at gøre artiklen mere almen.
En trussel er en verbal eller fysisk ytring (kropssprog) der kan forstås som angivende en hensigt at påføre en anden en skade eller en straf. Truslen kan være en form for afpresning, således at hvis personen, den rettes mod, udfører eller ikke udfører en given handling, så vil truslen blive realiseret. Trusler fremsættes ofte under krig, røverier, voldtægter og andre forbrydelser, men kan også stå alene. I Danmark er det ulovligt at fremsætte trusler ifølge Straffelovens § 266, hvis det, man truer med, er ulovligt:
Den, som på en måde, der er egnet til hos nogen at fremkalde alvorlig frygt for eget eller andres liv, helbred eller velfærd, truer med at foretage en strafbar handling, straffes med bøde eller fængsel indtil 2 år.
Bestemmelsens grundtanke er, at dén, der fremsætter trusler mod en andens liv, legeme eller helbred, må forvente en efter danske forhold forholdsvis streng straf. Bestemmelsen omfatter dog ikke enhver trussel om vold. Trusler om udøvelse af simpel vold er som udgangspunkt ikke omfattet. Højesteret afgjorde således i en sag i 2012, at udsagnet "du skal have en omgang bank" ikke var tilstrækkeligt til at straffe den, der ytrede det.

## Objektive betingelser
Det objektive gerningsindhold er fremsættelsen af selve truslen (i ord eller ved adfærd). Det er en betingelse for at bringe § 266 i anvendelse, at truslen er egnet til hos nogen at fremkalde alvorlig frygt for eget eller andres:
- Liv
- Helbred eller
- Velfærd

”Egnet til” er en objektiv, konkret vurdering (efter omstændighederne kan tidligere omgangstone blandt parterne være relevant). Truslen behøver ikke rent faktisk at have denne virkning og ej heller at ville have været egnet til at fremkalde alvorligt frygt hos gerningsmanden selv.
Fuldbyrdelsen sker ved fremsættelsen af truslen – altså før den har virket (modsat § 260)

## Subjektive betingelser
De subjektive betingelser er følgende:
- Forsæt til fremsættelse af truslen (dvs. til at den virker truende) (ej forsæt til at realisere truslen)
- Kendskab til de momenter, som gør, at den vurderes, som egnet til at fremkalde den alvorlige frygt (misforståelse = egentlig retsvildfarelse)
- Kendskab til de momenter, som gør, at handlingen, der trues med, er strafbar (misforståelse = egentlig retsvildfarelse)

## Sammenstød og absorbering
Hvis gerningsmanden har forsæt til, at truslen skal virke handlingsbestemmende, vil § 260 ofte være relevant. Der kan godt straffes i sammenstød (både §§ 260 og 266), men det er ikke givet, at der straffes i sammenstød.
§266 vil ofte absorberes i § 288, § 281, § 216, § 217 eller § 260.

## Andre former for trusler
Trusler kan også være mere abstrakte og beskrive en mere generel fare for et eller flere individer, eksempelvis en terrortrussel.